# Ломикамінь карпатський
Ломикамінь карпатський (Saxifraga carpatica, варіант Saxifraga carpathica) — вид квіткових рослин з родини ломикаменевих (Saxifragaceae).

## Біоморфологічна характеристика
Це багаторічна пучкова трав'яна рослина 5–20 см заввишки. Стебла прямовисні, залистнені. Пластинка прикореневих та нижніх стеблових листків пальчасто-5–7-лопатева, з яйцеподібними загостреними лопатями; ниркоподібна або серцеподібна, в 3–4 рази коротше за черешок. Суцвіття 1–3(6)-квіткове. Віночок білий, з рожевими жилками, 5–7 мм завдовжки, удвічі довший за чашечку. Насіння гладке, 0.7–0.9 × 0.3–0.4 мм, злегка блискуче, від коричневого до темно-коричневого.

## Поширення
Зростає у Європі від Австрії до зх. України.
В Україні вид росте на скелях у субальпійському та альпійському поясах – у Карпатах (гори Петрос та Піп Іван Чорногорський).